# Serie GeForce 3
La serie GeForce 3 (NV20) es la tercera generación de unidades de procesamiento de gráficos (GPU) GeForce de Nvidia. Presentado en febrero de 2001, avanzó la arquitectura GeForce al agregar sombreadores de vértices y píxeles programables, suavizado de múltiples muestras y mejoró la eficiencia general del proceso de renderizado.
La GeForce 3 se presentó durante la Macworld Conference & Expo/Tokyo 2001 de 2001 en Makuhari Messe e impulsó demostraciones en tiempo real de Junior Lamp de Pixar y Doom 3 de id Software. Apple anunciaría más tarde los derechos de lanzamiento de su nueva línea de computadoras.
La familia GeForce 3 comprende 3 modelos de consumo: GeForce 3, GeForce 3 Ti200 y GeForce 3 Ti500. Se vendió una versión profesional separada, con un conjunto de características adaptadas para el diseño asistido por computadora, como Quadro DCC. Un derivado de la GeForce 3, conocido como NV2A, se utiliza en la consola de juegos Microsoft Xbox.

## Arquitectura

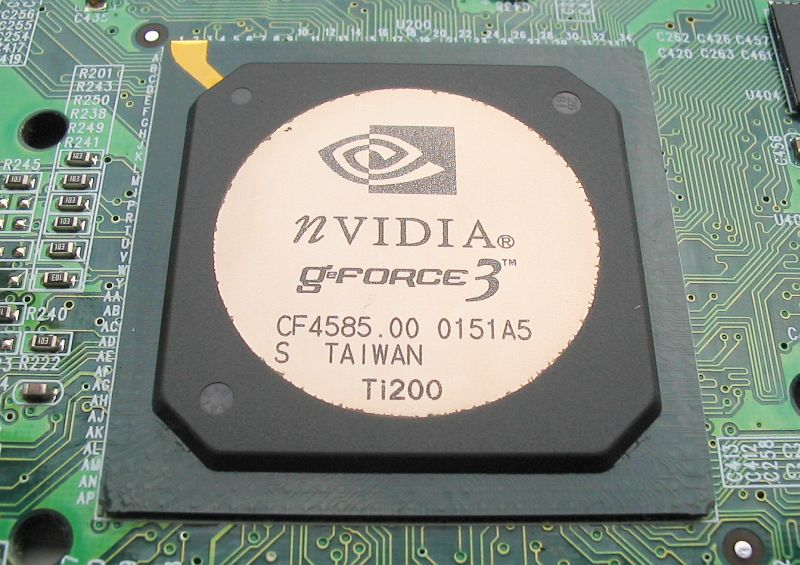
GPU GeForce3 Ti 200

Presentada tres meses después de que Nvidia adquiriera los activos de 3dfx y comercializada como nFinite FX Engine, la GeForce 3 fue la primera tarjeta 3D compatible con Microsoft Direct3D 8.0. Su arquitectura de sombreador programable permitió que las aplicaciones ejecutaran programas de efectos visuales personalizados en el lenguaje Microsoft Shader 1.1. Se cree que el hardware T&L de función fija de GeForce 2 todavía estaba incluido en el chip para su uso con aplicaciones Direct3D 7.0, ya que el sombreador de vértice único aún no era lo suficientemente rápido para emularlo. Con respecto al rendimiento puro de píxeles y texel, la GeForce 3 tiene cuatro canales de píxeles, cada uno de los cuales puede muestrear dos texturas por reloj. Esta es la misma configuración que GeForce 2, excluyendo la línea GeForce 2 MX más lenta.
Para aprovechar mejor el rendimiento de la memoria disponible, GeForce 3 tiene un subsistema de memoria denominado Lightspeed Memory Architecture (LMA). Este se compone de varios mecanismos que reducen el sobregiro, conservan el ancho de banda de la memoria al comprimir el búfer z (búfer de profundidad) y administran mejor la interacción con la DRAM.
Otros cambios en la arquitectura incluyen compatibilidad con EMBM (introducido por primera vez por Matrox en 1999) y mejoras en la funcionalidad de suavizado. Los chips GeForce anteriores solo podían realizar anti-aliasing supermuestreado (SSAA), un proceso exigente que genera la imagen en un tamaño grande internamente y luego la reduce a la resolución de salida final. GeForce 3 agrega métodos de antialiasing de muestreo múltiple (MSAA) y antialiasing de Quincunx, los cuales funcionan significativamente mejor que el antialiasing de supermuestreo a expensas de la calidad. Con el muestreo múltiple, las unidades de salida de renderización supermuestran solo los búferes Z y los búferes de plantilla, y al usar esa información se obtiene el mayor detalle geométrico necesario para determinar si un píxel cubre más de un objeto poligonal. Esto evita que el sombreador de píxeles/fragmentos tenga que renderizar múltiples fragmentos para píxeles donde el mismo objeto cubre todos los mismos subpíxeles en un píxel. Este método falla con los mapas de textura que tienen una transparencia variable (por ejemplo, un mapa de textura que representa una cerca de alambre). El suavizado de Quincunx es un filtro de desenfoque que desplaza la imagen renderizada medio píxel hacia arriba y medio píxel hacia la izquierda para crear subpíxeles que luego se promedian juntos en un patrón de cruz diagonal, destruyendo ambos bordes irregulares pero también algunos en general. detalle de la imagen Finalmente, las unidades de muestreo de texturas de GeForce 3 se actualizaron para admitir el filtrado anisotrópico de 8 toques, en comparación con el límite anterior de 2 toques con GeForce 2. Con el filtrado anisotrópico de 8 toques habilitado, las texturas distantes pueden ser notablemente más nítidas.

## Rendimiento
La GPU GeForce 3 (NV20) tiene el mismo rendimiento teórico de píxeles y texel por reloj que la GeForce 2 (NV15). GeForce 2 Ultra tiene una frecuencia de reloj un 25 % más rápida que la GeForce 3 original y un 43 % más rápida que la Ti200; esto significa que en instancias seleccionadas, como los puntos de referencia de Direct3D 7 T&L, GeForce 2 Ultra y, a veces, incluso GTS pueden superar a GeForce 3 y Ti200, porque las GPU más nuevas usan la misma unidad T&L de función fija, pero tienen una frecuencia más baja. La GeForce 2 Ultra también tiene disponible un ancho de banda de memoria sin procesar considerable, solo igualado por la GeForce 3 Ti500. Sin embargo, cuando se compara el rendimiento del suavizado, la GeForce 3 es claramente superior debido a su compatibilidad con MSAA y la eficiencia en la gestión del ancho de banda/tasa de relleno de la memoria.
Al comparar las capacidades de sombreado con la Radeon 8500, los revisores notaron una precisión superior con la tarjeta ATi.

## Posicionamiento del producto
Nvidia actualizó la alineación en octubre de 2001 con el lanzamiento de GeForce 3 Ti200 y Ti500. Esto coincidió con los lanzamientos de ATI de Radeon 8500 y Radeon 7500. La Ti500 tiene relojes de núcleo y memoria más altos (Núcleo de 240 MHz/RAM de 250 MHz) que la GeForce 3 original (200 MHz/230 MHz), y generalmente coincide con Radeon 8500. La Ti200 fue la versión GeForce3 más lenta y de menor precio. Está cronometrado más bajo (175 MHz/200 MHz), sin embargo, supera a la Radeon 7500 en velocidad y conjunto de características, además de la implementación de dos monitores.
La GeForce3 original solo se lanzó en configuraciones de 64 MiB, mientras que la Ti200 y la Ti500 también se lanzaron como versiones de 128 MiB.

## Soporte discontinuado
Nvidia ha dejado de admitir controladores para la serie GeForce 3.

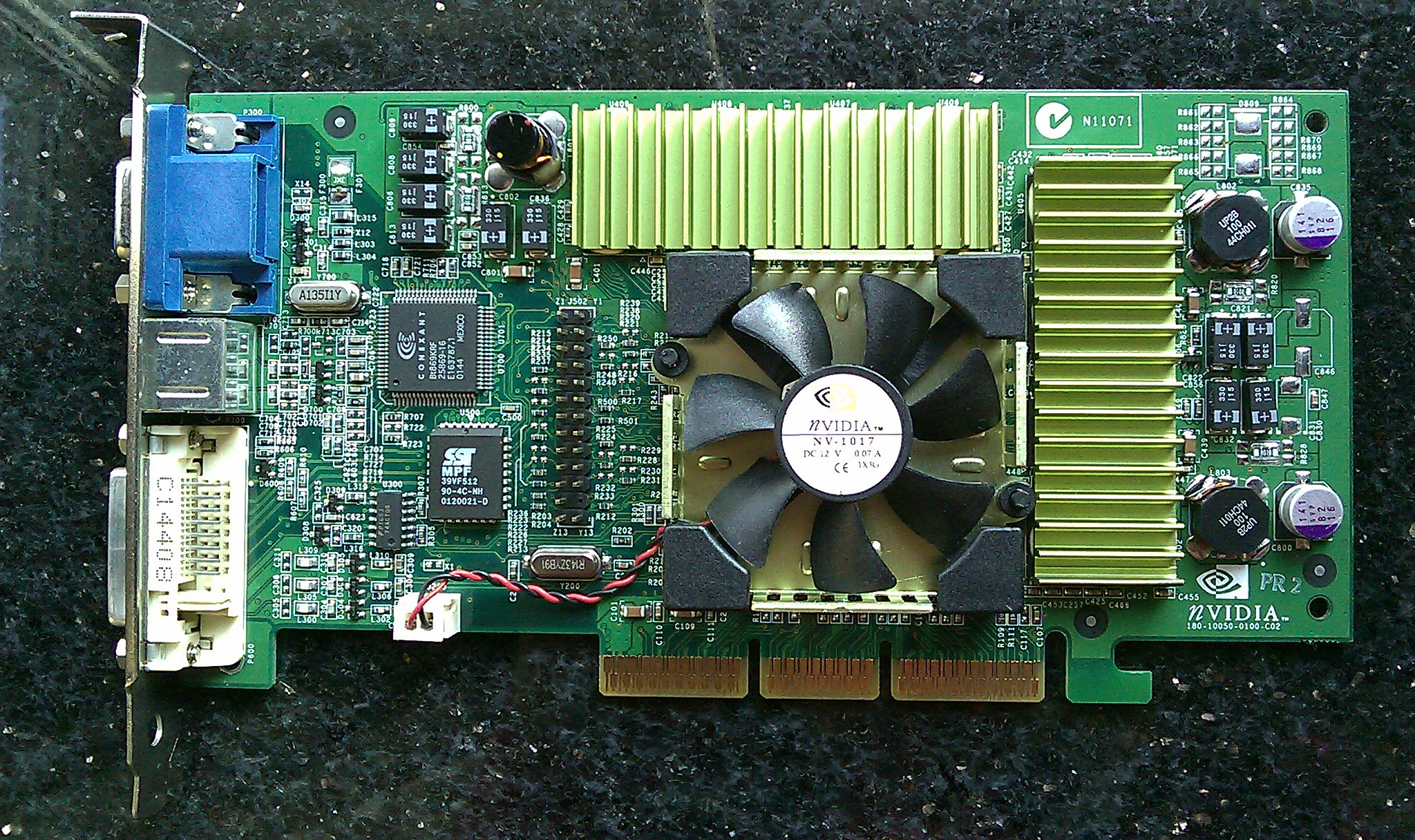
Nvidia GeForce3 Ti 500

### Los controladores finales incluyen
- Windows 9x y Windows Me: 81.98 lanzado el 21 de diciembre de 2005; Descargar;

Lista de soporte de productos Windows 95/98/Me – 81.98.
- Windows 2000, Windows XP de 32 bits y Media Center Edition: 93.71 lanzado el 2 de noviembre de 2006; Descargar (A pesar de las afirmaciones en la documentación de que 94.24 es compatible con la serie Geforce 3, no es así)

- Los controladores de Windows 2000/XP pueden instalarse en versiones posteriores de Windows, como Windows 7. Sin embargo, no son compatibles con los efectos "Aero" de Windows 7. (Lista de productos admitidos también en esta página)

Archivo de controladores de Windows 95/98/MeArchivo de controladores de Windows XP/2000

## Sucesor
La serie GeForce 4 (no MX), presentada en abril de 2002, fue una revisión de la arquitectura GeForce 3. La variante económica, denominada GeForce 4 MX, estaba más cerca en términos de diseño de la GeForce 2.